# Shane Perkins
Shane Perkins (Melbourne, 30 dicembre 1986) è un pistard australiano con cittadinanza russa.

## Palmarès
- Giochi olimpici

Londra 2012: bronzo nella velocità individuale.
- Mondiali

Bordeaux 2006: bronzo nella velocità a squadre.
Ballerup 2010: argento nella velocità individuale.
Apeldoorn 2011: oro nel keirin.
Melbourne 2012: oro nella velocità a squadre.
- Giochi del Commonwealth

Melbourne 2006: bronzo nella velocità a squadre.
Delhi 2010: oro nella velocità individuale.
Glasgow 2014: bronzo nella velocità a squadre.